# Maslacq
Maslacq település Franciaországban, Pyrénées-Atlantiques megyében. Lakosainak száma 888 fő (2022. január 1.). Maslacq Argagnon, Castetner, Lagor, Loubieng, Mont, Sarpourenx és Sauvelade községekkel határos.

## Népesség
A település népességének változása:
| Lakosok száma | 926  | 924  | 930  | 890  | 886  | 882  | 881  | 884  | 888  |
|               | 2013 | 2015 | 2016 | 2017 | 2018 | 2019 | 2020 | 2021 | 2022 |